# Protorhopala
Protorhopala is een kevergeslacht uit de familie van de boktorren (Cerambycidae). De wetenschappelijke naam van het geslacht werd voor het eerst geldig gepubliceerd in 1860 door Thomson.

## Soorten
Protorhopala omvat de volgende soorten:
- Protorhopala elegans Pascoe, 1875
- Protorhopala picta (Fairmaire, 1899)
- Protorhopala sexnotata (Klug, 1833)